# Pouzolzia
Pouzolzia es un género botánico con 171 especies de arbustos perteneciente a la familia Urticaceae.

## Descripción
Son arbustos, subarbustos o raramente árboles pequeños o bejucos, sin tricomas urticantes; plantas generalmente monoicas. Las hojas son alternas (en Nicaragua) y generalmente enteras (dentadas en P. parasitica), cistolitos punctiformes generalmente visibles en la haz, nervadura generalmente pinnada, con 2 nervios basales prominentes a los lados o 3-nervias; estípulas en pares en los nudos y libres. Las flores agrupadas en glomérulos en las axilas de las hojas; las flores masculinas con perianto (3) 4  ó 5-partido, yemas a menudo apiculadas; las flores femeninas con tubo del perianto fusionado, dentado en el ápice, más o menos acostillado longitudinalmente, ovario incluido, estigma linear. El fruto es un aquenio envuelto en el perianto persistente y rasgándose con el tiempo.

## Especies seleccionadas
- Pouzolzia abyssinica
- Pouzolzia acalyphoides
- Pouzolzia acuta
- Pouzolzia alienata
- Pouzolzia ambigua

## Sinonimia
- Goethartia